# Kökar
Kökarⓘ [ˈtɕøːkar] ist eine Gemeinde in der autonomen finnischen Provinz (finnisch: Lääni) Åland.
Kökar hat 223 Einwohner (Stand 31. Dezember 2022), davon etwa 95 Prozent schwedischsprachig, und eine Fläche von 63,94 Quadratkilometern, davon 0,39 Quadratkilometer Binnengewässer. Wie auf ganz Åland ist Schwedisch die offizielle Sprache.

## Gemeindename
Der Gemeindename erscheint zum ersten Mal in einem Text dänischer Segler des 13. Jahrhunderts. Damals dürfte das Franziskanerkloster auf Kökar bereits existiert haben, das zur Ordensprovinz Dacia gehörte. Der Name wurde als Thiyckækarl geschrieben, was sich auf die dicken Inselbewohner beziehen könnte.

## Verkehr
Kökar erreicht man mit der Ålandstrafiken-Fähre, die von Galtby (auf Korpo) nach Långnäs (auf Lumparland) fährt.

## Sehenswürdigkeiten

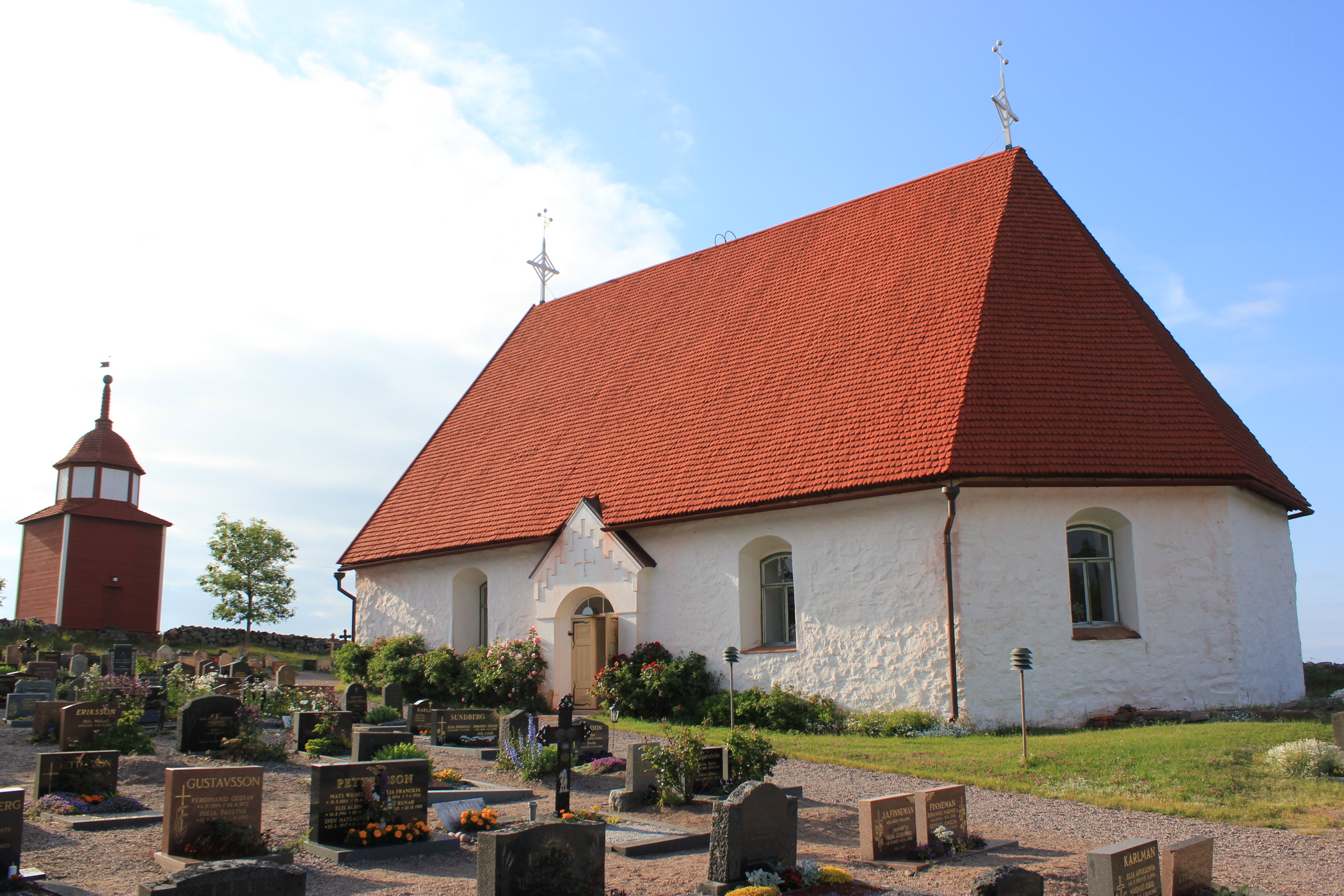
Kirche und Friedhof von Kökar auf Hamnö

- St. Anna Kirche wurde im Jahre 1784 an die Stelle des Franziskanerklosters gebaut. Im Zusammenhang mit der Kirche gibt es ein Museum.
- Otterböte ist eine Bronzezeitsiedlung. Sie wurde 1918 entdeckt.
- Källskär ist eine kleine Insel und bekannte Sehenswürdigkeit südlich von Kökar.

## Ortschaften
Zu der Gemeinde gehören die Orte Finnö, Hellsö, Karlby (Karls Dorf), Kyrkogårdsö, Österbygge und Överboda.

## Persönlichkeiten
- Erik Jorpes (1894–1973), finnisch-schwedischer Chemiker und Endokrinologe
- Ulla-Lena Lundberg (* 1947), Schriftstellerin. Ihr Roman Is (deutsch: Eis) spielt auf der Insel (die im Buch allerdings Örar genannt wird).[4]